# Costantino Balbi
Costantino Balbi, né en 1676 à Gênes et mort en 1741 à Gênes, est un homme politique italien, 154e doge de Gênes du 7 février 1738 au 7 février 1740.